# Manfred Brusten
Manfred Brusten (* 29. Juni 1939 in Anrath) ist ein deutscher Soziologe und Kriminologe.

## Leben
Brusten studierte von 1962 bis 1965 Soziologie, Volkswirtschaft, Sozialpolitik und Sozialpsychologie an der Westfälischen Wilhelms-Universität in Münster und von 1965 bis 1966 an der University of California, Berkeley. Dort machte er sich mit den Methoden der empirischen Sozialforschung und mit dem Symbolischen Interaktionismus vertraut. Nach Reisen in den USA, nach Mexiko, Japan, Indonesien und Indien und Tätigkeit an der Sozialforschungsstelle an der Universität Münster in Dortmund beendete Brusten sein Studium an der Universität Münster mit dem Examen zum Diplom-Soziologen.
Anschließend arbeitete er als Wissenschaftlicher Mitarbeiter zu Fragen der Jugendkriminalität an der Universität Münster und an der Universität Bielefeld. Dort war er von 1972 bis 1975 Wissenschaftlicher Assistent und forschte zur Soziologie der Sozialarbeit. Er promovierte 1974 mit einer Arbeit über: Perspektiven der sozialen Kontrolle durch Schule, Sozialarbeit und Polizei. Von 1975 bis zu seiner Emeritierung 2004 lehrte Brusten als Professor für Devianzforschung und Soziale Kontrolle an der Bergischen Universität Wuppertal.
Brusten zählt als Kriminalsoziologe zur ersten Generation der Kritischen Kriminologie in Deutschland und hat sich auch in der Polizeisoziologie als Forscher und Berater hervorgetan.
Über seine Emeritierung hinaus betreibt Brusten Forschungsprojekte zur Judenverfolgung und zum Holocaust und ist stellvertretender Vorsitzender des Vereins Stolpersteine in Wuppertal e. V.

## Schriften (Auswahl)
- Abweichendes Verhalten in der Schule. Eine Untersuchung zu Prozessen der Stigmatisierung, 3. Auflage, München: Juventa-Verlag, 1976 (mit Klaus Hurrelmann), ISBN 3-7799-0611-2.
- Entkriminalisierung. Sozialwissenschaftliche Analysen zu neuen Formen der Kriminalpolitik, Westdeutscher Verlag, Opladen 1985 (als Hg.), ISBN 3-531-11756-4.
- Kriminologie im Spannungsfeld von Kriminalpolitik und Kriminalpraxis, Enke, Stuttgart 1986 (als Hg.), ISBN 3-432-95681-9.
- Polizeipolitik, Juventa, Weinheim 1992 (als Hg.), ISBN 3-7799-0903-0.